# 410年代
410年代（よんひゃくじゅうねんだい）は、西暦（ユリウス暦）410年から419年までの10年間を指す十年紀。

## できごと
- 410年
  - 西ゴート人のアラリック1世がローマ市を占領し掠奪。西ローマ帝国の衰亡が決定的になる。
  - 西ローマ帝国のブリタンニア支配の終わり。
- 411年 
  - ガリシアにスエビ王国が成立する（ガリシア王国）。
  - カルタゴ教会会議でドナトゥス派が断罪される。
- 413年
  - 東晋で劉裕による「義熙土断」が行われる。
  - 法顕が海路から東晋に帰国する。
  - 倭国が東晋に朝貢する（東晋・義熙9年、『晋書』安帝紀、『太平御覧』）。
  - 東ローマ皇帝テオドシウス2世により首都コンスタンティノポリスの「テオドシウスの城壁」が完成する。
- 414年
  - 西ローマ皇女ガッラ・プラキディアと西ゴート王アタウルフがナルボンヌで結婚。西ゴート人がイベリア半島に侵入。
  - 高句麗の広開土王（好太王）碑建つ。
- 415年
  - ワリア王がトロサ（トゥールーズ）に遷都し西ゴート王国が自立する。
  - エジプトのアレクサンドリアで女性哲学者ヒュパティアがキリスト教の修道士らに惨殺される。
  - デリーの鉄柱が建立される。
- 417年 - 東晋の劉裕が後秦を滅ぼし、一時的に洛陽・長安を奪還する。
- 418年
  - 夏の赫連勃勃が長安を占領。
  - カルタゴ教会会議にてペラギウス主義が断罪される。